# Anna Zamkowska
Anna Zamkowska – polska pedagog, doktor habilitowany nauk humanistycznych, profesor nadzwyczajny Uniwersytetu Radomskiego im. Kazimierza Pułaskiego, specjalistka w zakresie pedagogiki specjalnej.

## Życiorys
W 2000 na podstawie rozprawy pt. Pozycja dziecka niedosłyszącego w klasie szkoły integracyjnej i jej uwarunkowania uzyskała na Wydziale Pedagogiki i Psychologii Uniwersytetu Marii Curie-Skłodowskiej w Lublinie stopień naukowy doktora nauk humanistycznych dyscyplina: pedagogika specjalność: pedagogika specjalna. Tam też na podstawie dorobku naukowego oraz monografii pt. Wsparcie edukacyjne uczniów z upośledzeniem umysłowym w stopniu lekkim w różnych formach kształcenia na I etapie edukacji otrzymała w 2010 stopień doktora habilitowanego nauk humanistycznych dyscyplina: pedagogika specjalność: pedagogika specjalna.
Została nauczycielem akademickim Politechniki Radomskiej im. Kazimierza Pułaskiego na Wydziale Nauczycielskim w Katedrze Pedagogiki i Psychologii. Objęła tam stanowisko profesora nadzwyczajnego i została kierownikiem Katedry Pedagogiki i Psychologii.
Od 2024 pełni funkcję dziekana Wydziału Filologiczno-Pedagogicznego Uniwersytetu Radomskiego.